# 타이론 파워
타이론 파워(Tyrone Edmund Power, 1914년 5월 5일 ~ 1958년 11월 15일)는 미국의 배우, 장교, 영화배우이다.

## 영화
- 인사이드 데이시 클로버 (1965년)
- 27인의 표류자 (1957년)
- 태양은 또 떠오른다 (1957년)
- 라이징 오브 더 문 (1957년)
- 검찰 측 증인 디 오리지널 (1957년) - 레너드 볼 역
- 애심(영어판) (1956년)
- 웨스트 포인트 (1955년)
- 야성녀 (1955년)
- 카이버 라이플의 왕 (1953년)
- 외교문서 운반자 (1952년)
- 황야의 역마차 (1951년)
- 흑장미 (1950년)
- 여우들의 왕자 (1949년)
- 아일랜드의 운수 (1948년)
- 악몽의 골목 (1947년)
- 페드로 선장의 모험 (1947년)
- 면도날 (1946년)
- 크래쉬 다이브 (1943년)
- 디스 오보브 올 (1942년)
- 검은 백조 (1942년)
- 독수리는 다시 난다 (1941년)
- 혈과 사 (1941년)
- 자니 아폴로 (1940년)
- 브릭햄 영 (1940년)
- 쾌걸 조로 (1940년)
- 더 레인스 케임 (1939년)
- 로즈 오브 워싱턴 스퀘어 (1939년)
- 세컨드 피들 (1939년)
- 무법자 제시 제임스 (1939년)
- 알렉산더의 랙타임 밴드 (1938년)
- 마리 앙투아네트 (1938년)
- 수에즈 (1938년)
- 씬 아이스 (1937년)
- 시카고 (1937년)
- 로이드의 런던 (1936년)
- 빅 트레일 (1930년) - 레드 플렉 역